# Xerxes al II-lea
Xerxes al II-lea (n. secolul al V-lea î.Hr., Iran – d. 424 î.Hr., Persepolis, Imperiul Ahemenid) a fost fiul lui Artaxerxes I și al șaptelea rege al Persiei. A domnit doar 46 de zile, fiind asasinat de fratele său vitreg, Sogodianus.

## Domnia
Xerses al II-lea a ajuns pe tron în anul 424 î.Hr., după ce Marele Rege Artaxerxes I a murit. Domnia lui Xerxes al II-lea nu este cu nimic specială (singurul lucru notabil este scurta sa durată). În cele 46 de zile de domnie Xerxes al II-lea doar a destabilizat imperiul.
Moartea lui Xersex al II-lea a survenit rapid. Într-o noapte, după ce și-a revenit dintr-o beție, fratele său vitreg Sogodianus l-a omorât în somn. Astfel s-a sfârșit domnia lui Xersex al II-lea și a început domnia lui Sogodianus, care la rândul ei, nu a fost prea lungă.